# Асакуса
Асакуса (яп. 浅草, молодая, невысокая трава) — один из кварталов Токио, в специальном районе Тайто. Знаменит благодаря храму Сэнсо-дзи, посвящённому бодхисатве Каннон, а также как один из действующих ханамати.

## История
В XIX веке в Асакуса сформировалась школа резчиков нэцкэ во главе с Кокусаем.
Бо́льшую часть двадцатого столетия Асакуса был токийским развлекательным центром. «Шестой квартал» (яп. 六区) прославился как театральный, в нём же расположены известные кинотеатры, в частности, Дэнкикан. Золотой век Асакусы описан Ясунари Кавабатой в сборнике Рассказы из Асакуса (1930). Район сильно пострадал от бомбардировок США во Второй мировой войне, наибольший урон Асакуса понёс в бомбардировке Токио в 1945.  После войны район отстроили заново, но за это время яркий Синдзюку прочно занял место центра развлечений.
В замке Асакуса жил главный вождь неприкасаемых «хинин» Эдо — Курума Дзэнсити (яп. 車善七).

## География
Асакуса расположен на северо-восточной окраине центральной части Токио, в восточном конце ветки метро «Линия Гиндза», примерно в двух километрах от развилки Уэно. Асакуса — центр Ситамати (яп. 下町, нижний город), название отсылает к низине у реки Сумиды, в которой селились рабочие. В Ситамати атмосфера более традиционна, чем в остальных токийских кварталах.

## Достопримечательности
В Асакусе много храмов, каждый из которых хотя бы раз в год, а лучше — раз в сезон, должен провести мацури, (синтоистский фестиваль), так что Асакуса — хорошее место для их посещения. Самый известный мацури — Сандзя-мацури, для проведения которого в мае перекрывают несколько дорог.
В Токио после бомбардировок осталось немного зданий старше 50 лет, и больша́я часть оставшихся находятся в Асакусе. Здесь и традиционные рёканы и старинные домики.
Рядом с Асакусой находится торговая улица Каппабаси-дори, где закупают посуду и кухонные принадлежности как простые токийцы, так и владельцы ресторанов.
К  храму Сэнсо-дзи ведёт старинная торговая улица Накамисэ-дори. Здесь продаются сувениры и традиционные сладости. Неподалёку находится Ханаясики, ярмарочный комплекс с парком развлечений, каруселями, игровыми автоматами. Расположенные по соседству кинотеатры показывают классические японские фильмы пожилым путешествующим японцам.
По Сумиде ходят речные круизы, причал находится всего в пяти минутах ходьбы от храма.
Асакуса — старейший ханамати Токио, в нём работают около 45 гейш, здесь три года работала Саюки, первая официально работающая гейша неазиатской внешности.
Асакуса — популярный выбор путешественников с ограниченными средствами.

## Карнавал
Окрестности Асакусы известны благодаря проходящему там каждый год карнавал в бразильском стиле. Здесь же расположена Ассоциация самбы в Асакусе..

## Галерея
- Две ученицы и одна гейша из Асакусы
- Асакуса в период Тайсё
- Сэнсо-дзи
- Тории Асакуса-дзиндзя
- Сандзя-мацури
- Река Сумида
- Берег Сумиды
- Накамисэ-дори

## Внешние ссылки
- Путеводитель «Асакуса» в Викигиде